# Dolichiscus debilis
Dolichiscus debilis is een pissebed uit de familie Austrarcturellidae. De wetenschappelijke naam van de soort is voor het eerst geldig gepubliceerd in 1937 door Hale.